# Plagiothecium densifolium
Plagiothecium densifolium là một loài rêu trong họ Plagiotheciaceae. Loài này được (Lindb. ex Broth.) Limpr. mô tả khoa học đầu tiên năm 1897.